# وستفیلیا (کانزاس)
وستفیلیا (به انگلیسی: Westphalia) شهری در ایالت کانزاس کشور ایالات متحده آمریکا است که جمعیت آن در سرشماری سال ۲۰۱۰ میلادی، ۱۶۳ نفر بوده‌است.